# Sakata Shōichi
Sakata Shōichi (坂田 昌一) född 18 januari 1911 i Hiroshima och död 16 oktober 1970, var en ledande japansk teoretisk fysiker och professor vid Nagoyas universitet, känd för sina arbeten kring kärnfysik och elementarpartiklar. Hans mest bekanta förslag var Nagoya-modellen, senare omdöpt till PMNS-matrisen, en så kallad aromblandningsmatris för neutriner.

## Akademisk karriär
Mellan 1929 och 1933 studerade Sakata fysik i Tokyo under Yoshio Nishina och senare vid Kyotos universitet för Hideki Yukawa, den första japanske nobelpristagaren. Han träffade Yukawa första gången på Rikagaku Kenkyūsho i Ōsaka, en privat forskningsstiftelse grundad av Yukawa. Där arbetade han med denne från 1937 kring mesonteori och 1939 följde han med till Kyotos universitet där Yukawa föreläste. Sakata utnämndes till professor vid Nagoyas universitet 1942 och förblev där till sin död.
Sakata var den ledande japanske forskaren på elementarpartiklar under 1950- och 1960-talen. Han blev välkänd för sin modell för hadroner från 1956, senare benämnd Sakata-modellen, vilken föreslog att alla hadroner är uppbyggda av  protoner, neutroner och lambdabaryoner. Enligt denna modell består till exempel den neutrala pionen av en proton och en antiproton. Sakatamodellen utvecklades för att tolka Gell-Mann–Nishijimas formel och kom att bidra till utvecklingen av kvarkmodellen. År 1960 utvidgade han, med sina medarbetare vid Nagoyas universitet (bland andra Maki Jirō, Nakagawa Masami och Ōnuki Y.), modellen till att omfatta även leptoner, oberoende av Bruno Pontecorvos arbete. Den utvidgade modellen kom att kallas Nagoyamodellen. Kort därefter (1962) utvecklade de en neutrinoblandningsmatris, en förelöpare till dagens accepterade teori om neutrinooscillationer.
Med upptäckten av myonneutrinon i början på 1960-talet kom det belägg för en andra neutrinosort.

## Utmärkelser
- 1948 Asahipriset
- 1950 Japanska akademins imperiepris
- 1970 Heliga skattens orden (瑞宝章) Zuihōshō, (従三位) Jusanmi och (勲等) Kuntō